# 霍亞德洛斯薩查斯縣
霍亞德洛斯薩查斯縣（西班牙語：Cantón La Joya de los Sachas），是厄瓜多爾的縣份，位於該國東部，由奧雷亞納省負責管轄，始建於1988年8月9日，面積1,195平方公里，2001年人口26,363，人口密度每平方公里22.06人。